# Europese weg 72
De Europese weg 72 of E72 is een Europese weg in Frankrijk die loopt van Bordeaux naar Toulouse.
De E72 volgt de A62, Autoroute des Deux Mers, van Bordeaux via Agen en Montauban naar Toulouse. Vanaf het knooppunt bij Montauban met de A20 is de E72 ook E9.
De weg wordt beheerd door Autoroutes du Sud de la France (ASF). Deze organisatie heft tol op dit traject.